# Hellendoorn
Hellendoorn es una localidad y un municipio de la provincia de Overijssel, en los Países Bajos, en la frontera entre las regiones de Salland, a la que históricamente ha pertenecido, y Twente. Cuenta con una superficie de 138,99 km ², de los que 0,92 km ² corresponden a la superficie ocupada por el agua. El 1 de enero de 2014 el municipio tenía una población de 35.711 habitantes, lo que supone una densidad de 259 h/km². La población mayor del municipio es Nijverdal, con 24.900 habitantes, seguida de Hellendoorn, con 6155. Además forman el municipio Haarle, Daarlerveen y Daarle.
Cuenta con dos estaciones de ferrocarril, una en Nijverdal, en la línea que une Zwolle y Enschede, y la segunda en Daarlerveen, en la línea Almelo - Mariënberg. 
El municipio es conocido por el parque temático llamado Avonturenpark Hellendoorn, creado en 1936; además fue sede de una antigua fábrica de helados adquirida en 1985 por Unilever

## Galería de imágenes

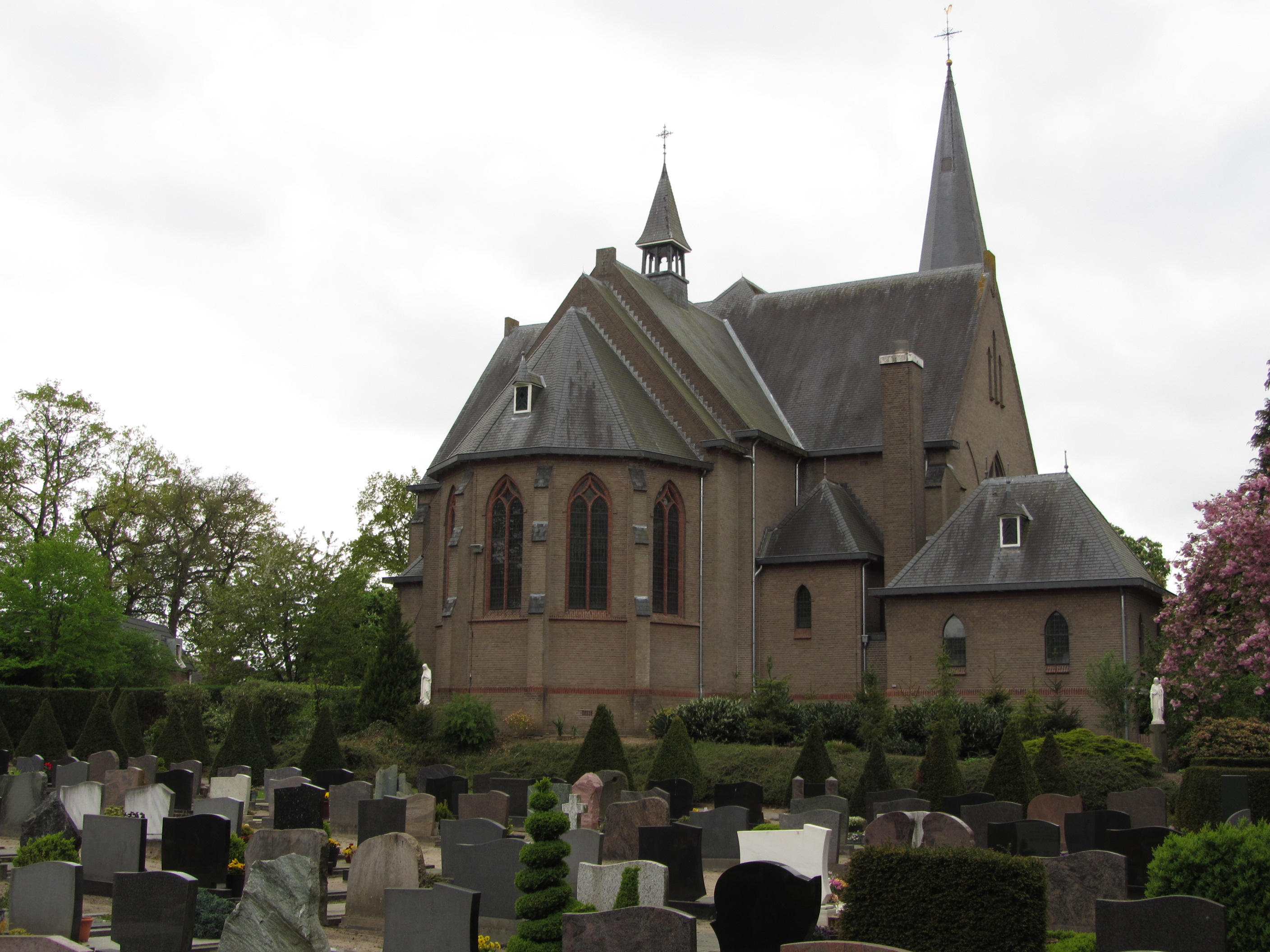
Iglesia neogótica de San Sebatián en Hellendoorn
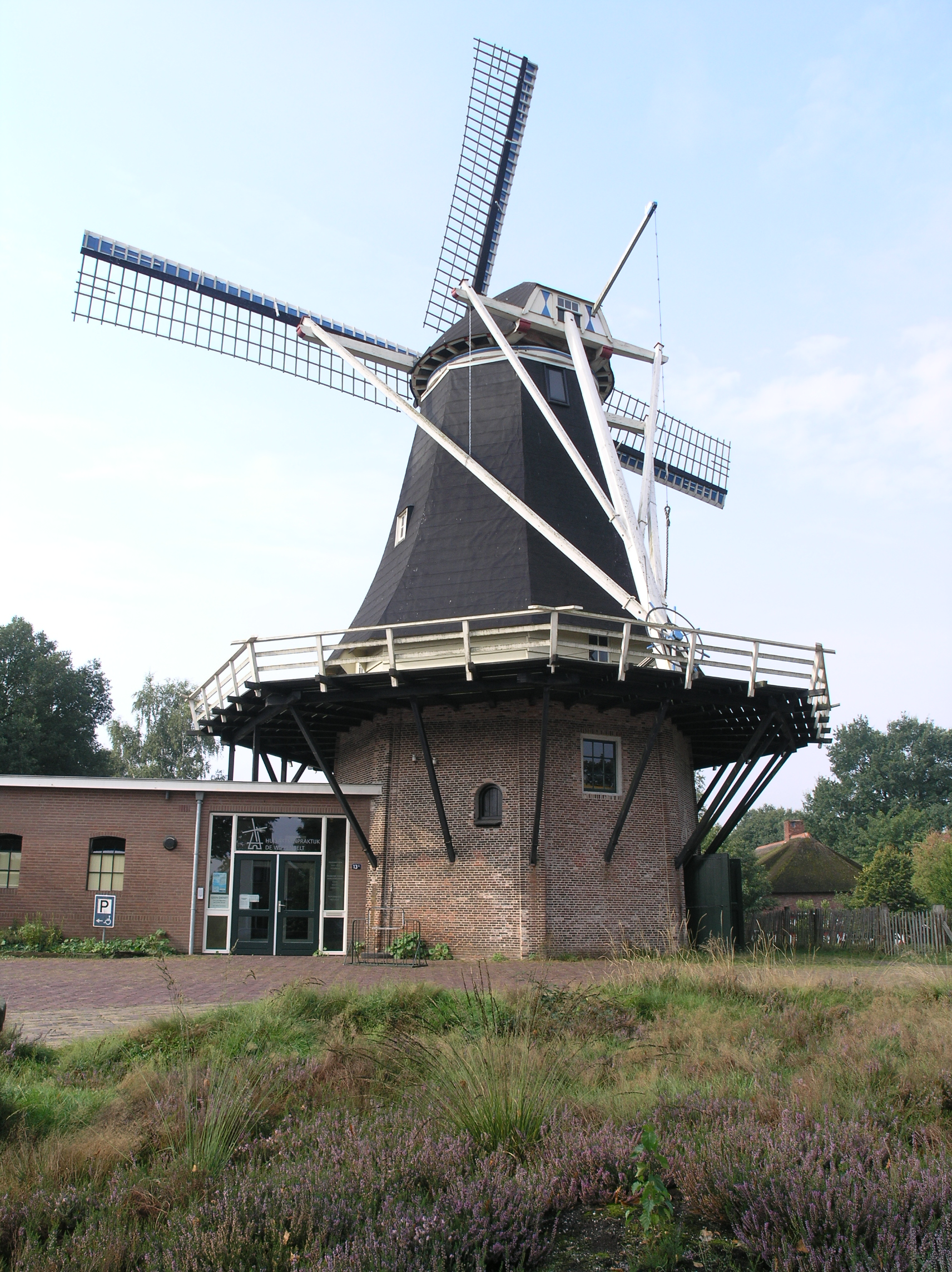
Molino De Wippe
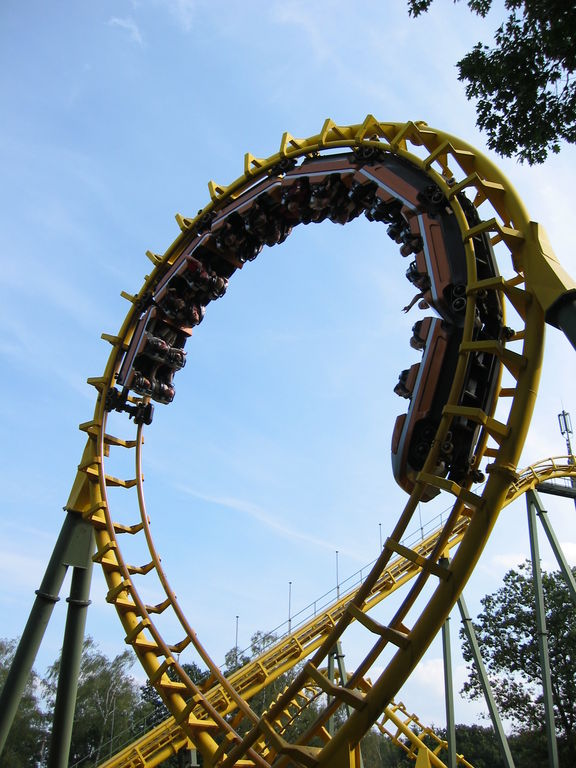
Avonturenpark Hellendoorn